# 吕代斯
吕代斯（法語：Ludesse，法語發音：[lydɛs]）是法国多姆山省的一个市镇，属于伊苏瓦尔区。

## 地理
吕代斯（45°36'40"N, 3°6'42"E）面积8.47 平方千米，位于法国奥弗涅-罗讷-阿尔卑斯大区多姆山省，该省份为法国中南部省份，北起阿列省接壤，东临卢瓦尔省，南至上盧瓦爾省和康塔爾省，西接科雷兹省和克勒兹省。
与吕代斯接壤的市镇（或旧市镇、城区）包括：蒙泰居勒布朗、尚佩、奥卢瓦、普洛扎、圣桑杜。

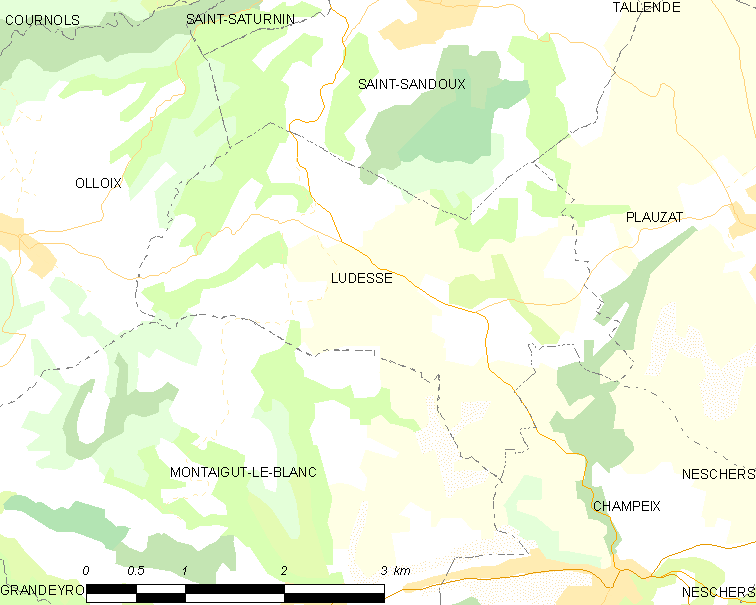
吕代斯的OSM定位图

吕代斯的时区为UTC+01:00、UTC+02:00（夏令时）。

## 行政
吕代斯的邮政编码为63320，INSEE市镇编码为63199。

## 政治
吕代斯所属的省级选区为勒桑西县。

## 人口

1962-2008年间吕代斯人口变化图示

吕代斯于2022年1月1日时的人口数量为495人。